# 100年に1度の奥華子まつり!
100年に1度の奥華子まつり!（ひゃくねんにいちどのおくはなこまつり）は、2009年8月7日17時00分から22時05分まで、津田沼公園広場（千葉県習志野市）にて行われた、奥華子無料ライブイベントである。

## 概要
- 地元である津田沼南口商店街の方々の有志を受け、町起こしの一環として開催された。
- 動員数は1,500人(公式発表)。
- テーマは「今までも　これからも　ありがとう！」
- 来場者のうち、会場でCDやグッズを購入した先着875名に奥華子デザインの特製うちわが配布された。
- 約5時間で90曲をショートバージョンで歌った。

## エピソード
- 2009年8月7日の5時=09875=おくはなこのゴロ合わせにて日時が決まった。100年に1度と銘打っているのは、次に来るこのゴロ合わせが2109年8月7日の5時からとなることから。（但し、奥華子本人により、次回開催は2098年7月5日であるとされている）
- 途中19時から20時ごろまで雷を伴う激しい雨となり、テント外の観客をできるだけテント内に入れるため、予め用意されていた椅子は撤去され、スタンディングライブとなった。
- 2回目の休憩後、紺を基調とした浴衣姿で登場した。
- 終了予定時刻が21時30分であったことから、時間的都合により会場を後にしてしまう観客の為に、予定時刻頃になると彼女が来場者に絶対最後に聞いて欲しかった曲タイムカードで一旦イベントを締め、その後30分延長した。
- 最終曲のHappy Daysは、直近のライブやコンサートでは、ラララの合唱が定番となっているが、この日は初めからの大合唱となった。

## イベント内容
- 奥華子本人による、キーボードとグランドピアノを使用した弾き語りライブ。
- 逆サイン会(観客のサインと誕生日を白い布に寄せ書きし、大きな旗として完成させた）
- 花火CD即売。
- その他CD及びツアーグッズの販売。
- 露店(飲食)

## セットリスト
(K)はキーボード、(P)はグランドピアノによる伴奏。
1. Birthday (K)
2. 恋つぼみ (P)
3. 春風 (P)
4. 桜並木 (P)
5. 素敵な道 (P)
6. 紫陽花 (P)
7. Rainy day (P)
8. 虹色の目 (P)
9. 透明傘 (P)
10. 夕立 (K)
11. ガーネット (K)
12. 海風通り (K)
13. 乙女の夏 (K)
14. 蛍火 (P)
15. きみの空 (P)
16. 明日咲く花 (P)
17. 鳥と雲と青 (P)
18. 月光 (P)
19. 月のそばで眠りたい (P)
20. やさしい花 (P)
21. 太陽の下で (K)
22. 小さな星 (K)
23. 一番星 (K)
(10分休憩)
24. 片想い (K)
25. 恋の天気予報 (K)
26. あなたに好きと言われたい (K)
27. 自由のカメ (K)
28. 白い足跡 (K)
29. 白いハート (K)
30. そんな気がした (P)
31. 押し花 (P)
32. 木漏れ日の中で (P)
33. プレゼント (K)
34. チョコレート (K)
35. ガスト(チーズINハンバーグ) (K)
36. 愛のしずく (P)
37. 愛されていたい (P)
38. 窓辺 (P)
39. さよならの記憶 (P)
40. 小さなアリ (P)
41. リップクリーム (K)
42. しあわせの鏡 (K)
43. 魔法の人 (K)
44. パノラマの風 (P)
45. ぬくもり (P)
46. 生きるということ (P)
47. 涙の色 (K)
48. 僕が生まれた街 (P)
49. 帰っておいで (P)
50. 伝えたい言葉 (P)
51. その手 (K)
52. めぐり逢う世界 (K)
53. ta.la.la (K)
54. 君のためならできること (P)
55. 笑った数 (P)
56. そんな風にしか言えないけど (P)
(30分休憩)
57. 楔 (K)
58. 最終電車 (K)
59. 僕たちにできること (K)
60. 笑って笑って (K)
61. 変わらないもの (K)
62. 僕のクリスマス (K)
63. 私の右側 (K)
64. DROP
65. 青い部屋 (P)
66. 鏡 (P)
67. 他人の涙 (P)
68. 境界線 (P)
69. 泡沫 (P)
70. 迷路 (P)
71. 手紙 (P)
72. 忘れられた記念日 (K)
73. アネモネ (K)
74. 最後の恋 (K)
75. サンタに願いを (K)
76. 冬の宝石 (K)
77. 花火 (P)
78. 絶対 (P)
79. 光の場所 (P)
80. 幻の日々 (P)
81. 積木 (P)
82. 恋 (K)
83. 雨あがり (K)
84. 三度目の冬 (P)
85. 僕の知らない君 (P)
86. タイムカード (P)
87. 空に光るクローバー (K)
88. 雲よりも遠く (K)
89. 灯─ともしび─ (K)
90. Happy days (K)